# Football Federation Australia

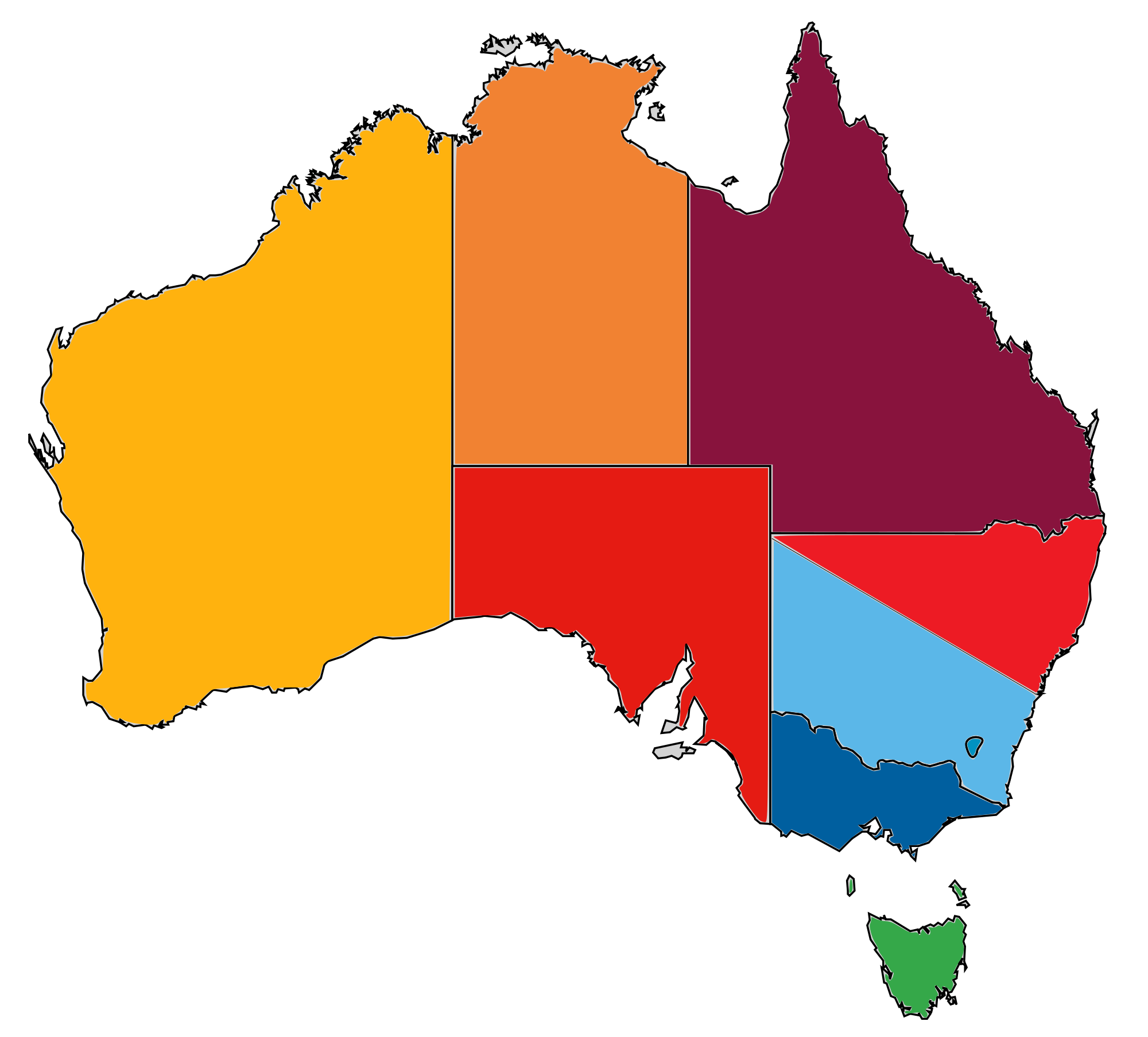
De negen deelfederaties van de Football Federation Australia

De Football Federation Australia (FFA) is de nationale Australische voetbalbond, opgericht in 1911. De bond is verantwoordelijk voor het nationale Australisch voetbalelftal en organiseert het professionele voetbal in Australië, onder andere de Hyundai A-League. De huidige voorzitter is Frank Lowy. Het hoofdkantoor is gevestigd in Canberra. De FFA is aangesloten bij de FIFA sinds 1956 en bij de AFC sinds 2006.